# Wejsce
Wejsce [pronunciación en polaco: /ˈvɛi̯st͡sɛ/] es un pueblo ubicado en el distrito administrativo de Gmina Kocierzew Południowy, dentro del condado de Łowicz, Voivodato de Łódź, en el centro de Polonia. Se encuentra aproximadamente a 19 kilómetros al norte de Łowicz y a 65 kilómetros al noreste de la capital regional Łódź.